# Işıklı (Kozan)
Işıklı ist ein Ortsteil (Mahalle) im Landkreis Kozan der türkischen Provinz Adana mit 696 Einwohnern (Stand: Ende 2024). 2011 betrug die Einwohnerzahl 867.

## Lage
Das Dorf ist etwa 60 km von der Provinzhauptstadt Adana und rund 7 km von der Stadt Kozan entfernt.

## Infrastruktur
Es gibt im Dorf eine Grundschule, sowie Wasserversorgung, die Kanalisation fehlt. Aufgrund einer fehlenden Postdienststelle muss 2- bis 3-mal in der Woche ein Bediensteter der PTT zum Dorf fahren, um die Zusendungen im dorfeigenen Lebensmittelladen abzugeben.